# 布拉肯縣 (肯塔基州)
布拉肯县（英語：Bracken County）是美國肯塔基州北部的一個縣，北隔俄亥俄河與俄亥俄州相望。面積541平方公里。根据美國2000年人口普查，共有人口8,279人。縣治布魯克斯維爾（Brooksville）。
成立於1796年12月14日。縣名紀念早期的殖民者威廉·布拉肯 （William Bracken），或者以其命名的兩條河流 （Big Bracken Creek 和 Little Bracken Creek）。